# Heliotropium pectinatum
Heliotropium pectinatum är en strävbladig växtart. Heliotropium pectinatum ingår i Heliotropsläktet som ingår i familjen strävbladiga växter.

## Underarter
Arten delas in i följande underarter:
- H. p. harareense
- H. p. mkomaziense
- H. p. pectinatum
- H. p. septentrionale